# Saison 1949-1950 de la LAH
Saison précédente Saison suivante
La saison 1949-1950 de la Ligue américaine de hockey est la 14e saison de la ligue. Dix équipes réparties en deux divisions jouent chacune 70 matchs.
Les Capitals d'Indianapolis remportent leur deuxième coupe Calder.

## Changement de franchise
- Les Rockets de Philadelphie cessent leurs activités.
- Les Lions de Washington déménagent à Cincinnati et deviennent les Mohawks de Cincinnati.
- Les Bisons de Buffalo passent de la division Ouest à la division Est et les Mohawks prennent leur place dans la division Ouest.

## Saison régulière

### Classement
| Clt   | Équipe                 | PJ | V  | D  | N  | BP  | BC  | Pts |
| ----- | ---------------------- | -- | -- | -- | -- | --- | --- | --- |
| +001, | Bisons de Buffalo      | 70 | 32 | 29 | 9  | 226 | 208 | 73  |
| +002, | Reds de Providence     | 70 | 34 | 33 | 3  | 268 | 267 | 71  |
| +003, | Indians de Springfield | 70 | 28 | 34 | 8  | 245 | 258 | 64  |
| +004, | Ramblers de New Haven  | 70 | 24 | 36 | 10 | 196 | 250 | 58  |
| +005, | Bears de Hershey       | 70 | 21 | 39 | 10 | 229 | 310 | 52  |

| Clt   | Équipe                  | PJ | V  | D  | N  | BP  | BC  | Pts |
| ----- | ----------------------- | -- | -- | -- | -- | --- | --- | --- |
| +001, | Flyers de Saint-Louis   | 70 | 45 | 15 | 10 | 357 | 230 | 100 |
| +002, | Capitals d'Indianapolis | 70 | 35 | 24 | 11 | 267 | 231 | 81  |
| +003, | Barons de Cleveland     | 70 | 34 | 28 | 8  | 258 | 250 | 76  |
| +004, | Hornets de Pittsburgh   | 70 | 29 | 26 | 15 | 215 | 185 | 73  |
| +005, | Mohawks de Cincinnati   | 70 | 19 | 37 | 14 | 185 | 257 | 52  |

- En gras, qualifié pour les séries

### Meilleurs pointeurs
| Joueur        | Équipe                | PJ | B  | A  | Pts | Pun |
| ------------- | --------------------- | -- | -- | -- | --- | --- |
| Les Douglas   | Barons de Cleveland   | 67 | 32 | 68 | 100 | 27  |
| Ab DeMarco    | Bisons de Buffalo     | 70 | 40 | 54 | 94  | 16  |
| John Chad     | Reds de Providence    | 70 | 36 | 54 | 90  | 4   |
| Pete Leswick  | Barons de Cleveland   | 64 | 36 | 50 | 86  | 18  |
| Jack Gordon   | Ramblers de New Haven | 70 | 23 | 60 | 83  | 2   |
| Cliff Simpson | Flyers de Saint-Louis | 56 | 31 | 52 | 83  | 8   |
| Fred Thurier  | Barons de Cleveland   | 57 | 30 | 52 | 82  | 22  |
| Bob Carse     | Barons de Cleveland   | 69 | 30 | 52 | 82  | 23  |
| Jack McGill   | Reds de Providence    | 66 | 24 | 58 | 82  | 67  |
| Bill McComb   | Flyers de Saint-Louis | 61 | 32 | 49 | 81  | 43  |

## Séries éliminatoires
- La finale se joue au meilleur des sept matchs[2].

### Tableau
|  | Tour préliminaire | Tour préliminaire | Tour préliminaire | Tour préliminaire |              |              | Demi-finales | Demi-finales | Demi-finales | Demi-finales |  |  | Finale | Finale | Finale | Finale |
|  |                   |                   |                   |                   |              |              |              |              |              |              |  |  |        |        |        |        |
|  |                   |                   |                   |                   |              |              |              |              |              |              |  |  |        |        |        |        |
|  |                   |                   |                   |                   |              |              |              |              |              |              |  |  |        |        |        |        |
|  | Buffalo           | Buffalo           | 1                 | 1                 |              |              |              |              |              |              |  |  |        |        |        |        |
|  | Buffalo           | Buffalo           | 1                 | 1                 |              |              |              |              |              |              |  |  |        |        |        |        |
|  | Cleveland         | Cleveland         | 4                 | 4                 |              |              |              |              |              |              |  |  |        |        |        |        |
|  | Cleveland         | Cleveland         | 4                 | 4                 | Cleveland    |              |              |              |              |              |  |  |        |        |        |        |
|  |                   |                   |                   |                   |              |              |              |              |              |              |  |  |        |        |        |        |
|  |                   |                   | Laissez-passer    |                   |              |              |              |              |              |              |  |  |        |        |        |        |
|  |                   |                   |                   |                   |              |              |              |              |              |              |  |  |        |        |        |        |
|  |                   |                   |                   |                   |              |              |              |              |              |              |  |  |        |        |        |        |
|  |                   |                   |                   |                   |              |              |              |              |              |              |  |  |        |        |        |        |
|  | Cleveland         | Cleveland         | 0                 | 0                 |              |              |              |              |              |              |  |  |        |        |        |        |
|  | Cleveland         | Cleveland         | 0                 | 0                 |              |              |              |              |              |              |  |  |        |        |        |        |
|  |                   |                   | Indianapolis      | Indianapolis      | 4            | 4            |              |              |              |              |  |  |        |        |        |        |
|  | Providence        | Providence        | Indianapolis      | Indianapolis      | 4            | 4            | 2            | 2            |              |              |  |  |        |        |        |        |
|  | Providence        | Providence        |                   |                   |              |              |              |              |              |              |  |  |        |        |        |        |
|  | Springfield       | Springfield       | 0                 | 0                 |              |              |              |              |              |              |  |  |        |        |        |        |
|  | Springfield       | Springfield       | 0                 | 0                 | Indianapolis | Indianapolis | 2            | 2            |              |              |  |  |        |        |        |        |
|  |                   |                   |                   |                   | Indianapolis | Indianapolis | 2            | 2            |              |              |  |  |        |        |        |        |
|  |                   |                   | Providence        | Providence        | 0            | 0            |              |              |              |              |  |  |        |        |        |        |
|  | Indianapolis      | Indianapolis      | Providence        | Providence        | 0            | 0            | 2            | 2            |              |              |  |  |        |        |        |        |
|  | Indianapolis      | Indianapolis      |                   |                   |              |              |              | 2            |              |              |  |  |        |        |        |        |
|  | Saint-Louis       | Saint-Louis       | 0                 | 0                 |              |              |              |              |              |              |  |  |        |        |        |        |
|  | Saint-Louis       | Saint-Louis       | 0                 | 0                 |              |              |              |              |              |              |  |  |        |        |        |        |
|  |                   |                   |                   |                   |              |              |              |              |              |              |  |  |        |        |        |        |

## Trophées

### Trophées collectifs
| Coupe Calder : Vainqueurs des séries                         | Capitals d'Indianapolis |
| Trophée F.-G.-« Teddy »-Oke : Champions de la division Ouest | Barons de Cleveland     |

### Trophées individuels
| Trophée Les-Cunningham : Meilleur joueur de la saison                                 | Les Douglas (Barons de Cleveland) |
| Trophée Carl-Liscombe : Meilleur pointeur                                             | Les Douglas (Barons de Cleveland) |
| Trophée Dudley-« Red »-Garrett : Meilleure recrue                                     | Paul Meger (Bisons de Buffalo)    |
| Trophée Harry-« Hap »-Holmes : Gardien ayant la plus petite moyenne de buts encaissés | Connie Dion (Bisons de Buffalo)   |